# 유럽 고속도로 692호선
유럽 고속도로 692호선(European route E692)은 조지아의 바투미를 시작으로 코불레티를 거쳐 삼트레디아까지 이어주는 총 연장 113km의 거리를 가진 B-클래스급 간선 도로이다. 해당 고속도로는 전선 조지아를 주로 관통한다.

## 주요 경유지
- 조지아
  - 조지아 고속도로 S12호선 : 코불레티 (유럽 고속도로 70호선, 유럽 고속도로 97호선) - 오주르게티 - 삼트레디아 (유럽 고속도로 60호선)